# Biała Czortkowska
Biała Czortkowska (ukr. Біла-Чортківська, ros. Белая-Чертковская) – węzłowa stacja kolejowa w pobliżu miejscowości Czortków, w rejonie czortkowskim, w obwodzie tarnopolskim, na Ukrainie.
Stacja nie powstała wraz z budową linii Galicyjskiej Kolei Transwersalnej. Wybudowano ją w późniejszym okresie jako węzeł z linią do Zaleszczyk.